# Sybra nubila
Sybra nubila es una especie de escarabajo del género Sybra, familia Cerambycidae. Fue descrita científicamente por Pascoe en 1863.
Habita en Indonesia. Esta especie mide 9 mm.